# Bonnie & Clyde (comédie musicale)
 (août 2025).
La mise en forme du texte ne suit pas les recommandations de Wikipédia : il faut le « wikifier ».
Les points d'amélioration suivants sont les cas les plus fréquents :
- Les titres sont pré-formatés par le logiciel. Ils ne sont ni en capitales, ni en gras.
- Le texte ne doit pas être écrit en capitales (les noms de famille non plus), ni en gras, ni en italique, ni en « petit »…
- Le gras n'est utilisé que pour surligner le titre de l'article dans l'introduction, une seule fois.
- L'italique est rarement utilisé : mots en langue étrangère, titres d'œuvres, noms de bateaux, etc.
- Les citations ne sont pas en italique mais en corps de texte normal. Elles sont entourées par des guillemets français : « et ».
- Les listes à puces sont à éviter, des paragraphes rédigés étant largement préférés. Les tableaux sont à réserver à la présentation de données structurées (résultats, etc.).
- Les appels de note de bas de page (petits chiffres en exposant, introduits par l'outil «  Source ») sont à placer entre la fin de phrase et le point final[comme ça].
- Les liens internes (vers d'autres articles de Wikipédia) sont à choisir avec parcimonie. Créez des liens vers des articles approfondissant le sujet. Les termes génériques sans rapport avec le sujet sont à éviter, ainsi que les répétitions de liens vers un même terme.
- Les liens externes sont à placer uniquement dans une section « Liens externes », à la fin de l'article. Ces liens sont à choisir avec parcimonie suivant les règles définies. Si un lien sert de source à l'article, son insertion dans le texte est à faire par les notes de bas de page.
- La présentation des références doit suivre les conventions bibliographiques. Il est recommandé d'utiliser les modèles {{Ouvrage}}, {{Chapitre}}, {{Article}}, {{Lien web}} et/ou {{Bibliographie}}. Le mode d'édition visuel peut mettre en forme automatiquement les références.
- Insérer une infobox (cadre d'informations à droite) n'est pas obligatoire pour parachever la mise en page.

Pour une aide détaillée, merci de consulter Aide:Wikification.
Si vous pensez que ces points ont été résolus, vous pouvez retirer ce bandeau et améliorer la mise en forme d'un autre article.
Bonnie & Clyde est une comédie musicale américaine signée par le parolier Don Black, le librettiste Ivan Menchell et le compositeur Frank Wildhorn. La trame s'inspire du parcours des criminels Bonnie Parker et Clyde Barrow.

## Postulat
Le rideau se lève sur un dénouement bien connu : une voiture, un couple criblé de balles à l'avant du véhicule, la fin d'un gang et le début d'une légende...
Les victimes s'animent alors. Le temps de quelques chansons, ils vont remonter le temps pour dévoiler leur histoire, celle de Bonnie Parker et Clyde Barrow. Ensemble, ils vont narrer leurs rêves, leur rencontre, la chute dans l'illégalité et la violence, leur notoriété fulgurante, pour conclure, enfin, par une mort à la hauteur de leur mythe.

## Argument détaillé

### Acte I
Assis à l'avant de leur véhicule, Bonnie Parker et Clyde Barrow viennent d'être fusillés par la police (Prologue). Leur vie défile alors, de leur jeunesse à la fin de leur cavale en passant par leur rencontre. 
A l'époque de la Grande Dépression, dans l'ouest du Texas, Bonnie est une jolie serveuse de 20 ans qui ambitionne de devenir star de cinéma. Alors que la jeune fille chante ses envies de grandeur, la petite Bonnie se trouve également sur scène et partage son rêve avec son alter-ego adulte : égaler la grande Clara Bow. Peu après, Clyde et son double enfant se présentent à leur tour et évoquent leur rêve : celui de devenir un hors-la-loi de la trempe de Billy the Kid ou Al Capone (Picture Show).
Adulte, Clyde s'évade de prison avec son frère Buck. Il découvre Bonnie sur le bord de la route, où la jeune femme est tombée en panne. Une connexion immédiate se noue entre ces deux rêveurs et éternels enfants. Le fugitif répare sa voiture en négociant pour que Bonnie le dépose à Dallas, ce qu'elle accepte (This World Will Remember Me).
Pendant ce temps, Blanche Barrow exhorte son mari Buck à se rendre pour vivre dans la légalité et la foi (You're Goin' Back to Jail).
Bonnie finit par passer toute la journée avec Clyde. Cette journée se transforme en semaine. Confiante, elle évoque ses grands projets : devenir actrice, poète et chanteuse. Clyde lui demande de fredonner une chanson (How 'Bout a Dance ?). Il lui assure qu'ensemble, ils réaliseront leurs rêves, qu'ils deviendront riches et célèbres. Charmée, la serveuse accepte.
Clyde et Bonnie vont rendre visite à Buck. Clyde est ravi de revoir son frère. Tous deux rêvassent un temps à l'idée de quitter Dallas au volant de la toute dernière Ford, supposée être la voiture la plus rapide au monde (When I Drive). Cependant, sous la pression de Blanche, Buck finit par avouer à son cadet qu'il envisage de se rendre pour obtenir une réduction de peine. Clyde s'oppose fermement à cette idée et part, furieux.
Clyde est finalement attrapé par le shérif adjoint Ted Hinton et ses collègues, tandis que Buck se rend (God's Arms Are Always Open).
Il se trouve que Ted est également épris de Bonnie et voit en Clyde un homme dangereux à plus d'un titre. En prison, Ted (à son poste) et Clyde (derrière les barreaux) réfléchissent à leur passion pour Bonnie (You Can Do Better Than Him).
Lors d'une visite, Bonnie avoue à Clyde qu'elle l'aime tandis que Blanche réitère son amour pour Buck (You Love Who You Love).
Buck est rapidement libéré mais Clyde reçoit une peine beaucoup plus lourde. En prison, il est continuellement humilié et subit des agressions physiques et sexuelles. Au plus fort de ses abus, le jeune homme empoigne une arme de fortune et commet son premier meurtre (Raise a Little Hell).
Lorsqu'il lui demande de venir à son aide, Bonnie fait entrer clandestinement une arme dans sa cellule. Clyde s'évade à nouveau et, dans sa fuite, tue cette fois un adjoint. Le couple jure que le monde entier se souviendra d'eux (This World Will Remember Us).

### Acte II
Bonnie et Clyde débutent leur existence de hors-la-loi : ils braquent des magasins et voyagent constamment pour éviter d'être arrêtés (Made in America). 
Lorsque le braquage d'une épicerie dégénère, Clyde tire sur un adjoint qui, selon ses propres termes, « essayait d'être un héros ». Lorsqu'elle apprend que Clyde est passé du vol au meurtre, Bonnie souhaite mettre un terme à leur quotidien criminel mais comprend vite qu'elle est allée trop loin pour revenir en arrière (Too Late to Turn Back Now). En partie à cause de cette fusillade, le couple fait désormais office de héros populaires dans tout le pays ; face à cette notoriété, les officiers de chaque État du Sud se lancent à leur recherche.
De temps à autre, Clyde envoie des lettres à Buck et Blanche : il leur conte leurs aventures palpitantes et les opportunités qui se présentent à eux. Attiré par la promesse d'un futur meilleur, Buck essaie sans succès de convaincre Blanche de rejoindre Clyde et Bonnie (That's What You Call a Dream).
Pendant ce temps, toujours plus audacieux, le duo continue ses braquages (What Was Good Enough for You). Désormais, ils ont troqué les magasins pour les banques. Lors d'un hold-up infructueux, Clyde est blessé à l'épaule. En apprenant la nouvelle, Buck se porte au secours de son frère. Il quitte la maison flanqué de Blanche, déchirée entre l'affection qu'elle porte à son mari et ce qu'elle croit être juste.
A l'abri dans leur planque, Clyde et Bonnie partagent un tendre moment (Bonnie). Ils sont interrompus par Buck qui se présente à la porte avec Blanche, toujours réticente mais décidée à rester avec son mari par amour. Le gang Barrow s'agrandit.
Quelques jours plus tard, Bonnie et Blanche attendent nerveusement le retour des frères, partis commettre un nouveau braquage (Raise a Little Hell - reprise). Blanche demande à Bonnie comment elle peut trouver une telle existence épanouissante. L'intéressée répond qu'ils vivent pleinement leur vie, peu importe qu'elle soit dangereuse et courte (Dyin' Ain't So Bad).
Buck et Clyde sont de retour mais les retrouvailles comblées s'avèrent brèves. Ils ont été suivis par les autorités jusqu'à leur planque. Une fusillade s'ensuit, au cours de laquelle Buck est mortellement blessé. Clyde s'enfuit avec Bonnie mais Blanche, le cœur brisé, reste avec Buck jusqu'à son dernier souffle ; elle est arrêtée pour complicité (God's Arms Are Always Open - reprise).
Ted fait son rapport au shérif Schmid. Après avoir été informé par la mère de Bonnie de l'endroit où se trouvent sa fille et Clyde, la police se prépare à tendre un piège au couple. Ted culpabilise mais finit par se persuader qu'il agit pour le mieux (You Can Do Better Than Him - reprise).
Dans les bois, alors qu'ils sont en route pour Dallas, Clyde se demande comment affronter sa famille après la mort de Buck (Picture Show - reprise). Bonnie le console et lui assure qu'il n'est pas responsable du trépas de son frère. Tous deux réalisent qu'ils approchent du dénouement fatidique de leur cavale (Dyin' Ain't So Bad - reprise / How 'Bout a Dance? - reprise). Le 23 mai 1934, le couple emprunte un petit chemin de Louisiane pour rejoindre leurs parents. Bonnie et Clyde sont pris en embuscade et abattus par la police.

## Liste des titres
La comédie musicale comporte les titres suivants, répartis en deux actes,.
| Acte I - "Prologue" – Orchestre - "Picture Show" – Bonnie jeune, Clyde jeune, Bonnie, Clyde - "Picture Show - Reprise" - Bonnie - "This World Will Remember Me" – Clyde, Bonnie - "This World Will Remember Me - Reprise" - Clyde - "You're Goin' Back to Jail" – Blanche, Buck, les femmes du salon - "How 'Bout a Dance?" – Bonnie - "When I Drive" – Clyde, Buck - "God's Arms Are Always Open" – Le prédicateur, Blanche, la Congrégation - "You Can Do Better Than Him" – Ted, Clyde - "You Love Who You Love" – Bonnie, Blanche - "Raise a Little Hell" – Clyde - "This World Will Remember Us" – Clyde, Bonnie | Acte II - "Entr'acte" - Orchestre - "Made in America" – Le prédicateur, ensemble - "Too Late to Turn Back Now" – Clyde, Bonnie - "That's What You Call a Dream" – Blanche - "What Was Good Enough For You" – Clyde, Bonnie - "Bonnie" – Clyde - "Raise a Little Hell (reprise)" – Clyde, Buck, Ted - "Dyin' Ain't So Bad" – Bonnie - "God's Arms Are Always Open (reprise)" – Blanche, le prédicateur - "You Can Do Better Than Him (reprise)" – Ted - "Picture Show (reprise)" – Bonnie jeune, Clyde jeune - "Dyin' Ain't So Bad (reprise)" – Clyde, Bonnie - "How 'Bout a Dance? (reprise)" – Bonnie |

## Distributions

### Distributions anglophones
| Rôle             | San Diego Tryout       | Florida Tryout         | Broadway               | West End Concert     | West End             | West End Restaging   | Tournée anglaise                     |
| Rôle             | 2009                   | 2010                   | 2011                   | 2022                 | 2022                 | 2023                 | 2024                                 |
| ---------------- | ---------------------- | ---------------------- | ---------------------- | -------------------- | -------------------- | -------------------- | ------------------------------------ |
| Bonnie Parker    | Laura Osnes            | Laura Osnes            | Laura Osnes            | Frances Mayli McCann | Frances Mayli McCann | Frances Mayli McCann | Katie Tonkinson                      |
| Clyde Barrow     | Stark Sands            | Jeremy Jordan          | Jeremy Jordan          | Jeremy Jordan        | Jordan Luke Gage     | Jordan Luke Gage     | Alex James-Hatton                    |
| Blanche Barrow   | Melissa van der Schyff | Melissa van der Schyff | Melissa van der Schyff | Natalie McQueen      | Natalie McQueen      | Jodie Steele         | Catherine Tyldesley Daisy Wood-Davis |
| Buck Barrow      | Claybourne Elder       | Claybourne Elder       | Claybourne Elder       | George Maguire       | George Maguire       | George Maguire       | Sam Ferriday                         |
| Ted Hinton       | Chris Peluso           | Kevin Massey           | Louis Hobson           | Liam Tamne           | Cleve September      | Cleve September      | Daniel Reid-Walters                  |
| Le prédicateur   | Michael Lanning        | Michael Lanning        | Michael Lanning        | Trevor Dion Nicholas | Ako Mitchell         | Dom Hartley-Harris   | Jaz Ellington AJ Lewis               |
| Le shérif Schmid | Wayne Duvall           | Wayne Duvall           | Joe Hart               | Jeremy Secomb        | Alistair So          | Kit Esuruoso         | James Mateo-Salt                     |
| Emma Parker      | Mare Winningham        | Mimi Bessette          | Mimi Bessette          | Julie Yammanee       | Gracie Lai           | Julie Yammanee       | Jasmine Beel                         |

### Distributions internationales

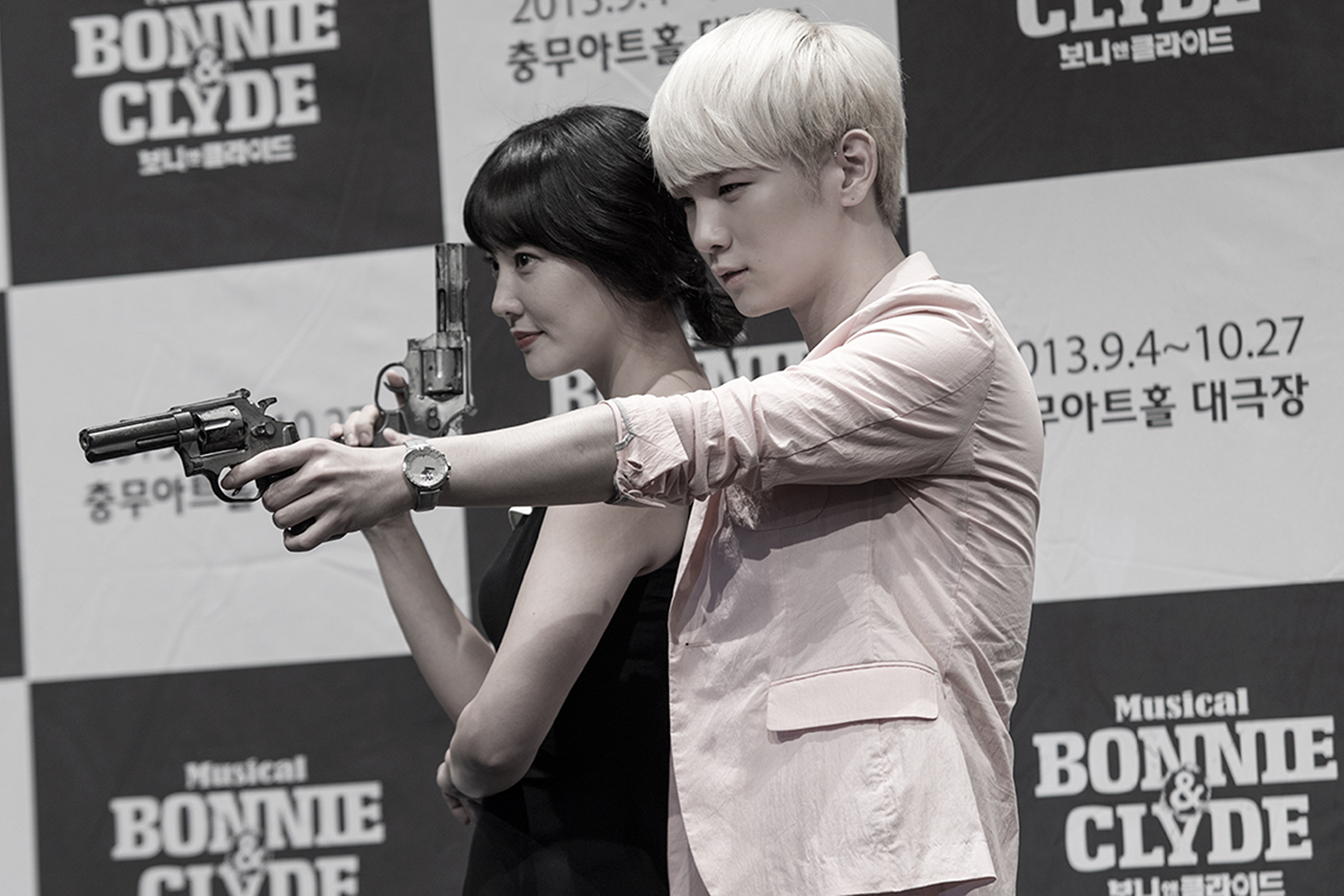
Les interprètes sud-coréens Dana Hong (Bonnie) et Key (Clyde) à la conférence de presse de Bonnie & Clyde.
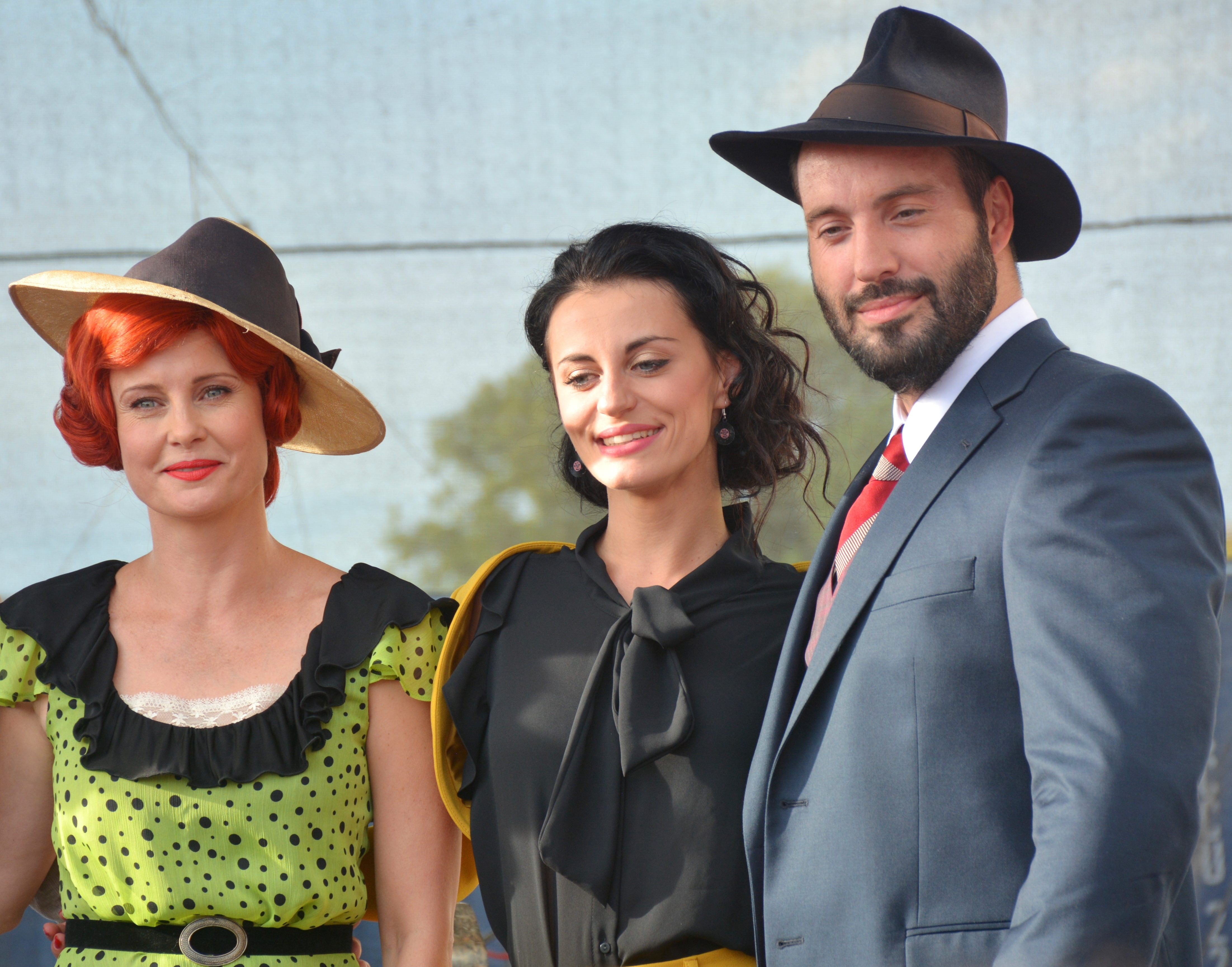
Une partie du casting tchèque : Jitka Schneiderová (Blanche), Markéta Procházková (Bonnie) et Václav Noid Bárta (Clyde).
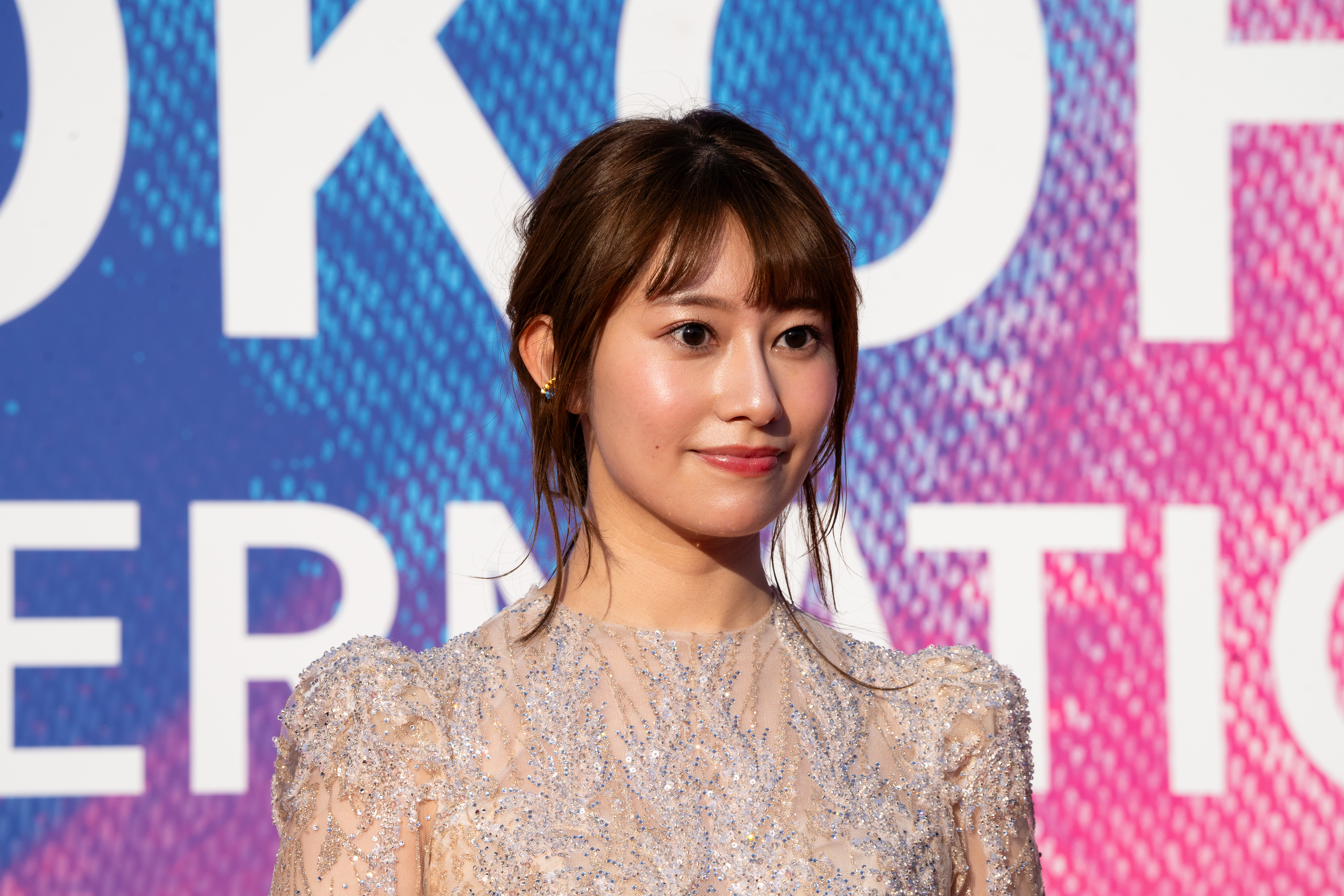
Reika Sakurai (ici en 2024) campe Bonnie pour la Tōhō.

| Rôle             | Corée du Sud                                     | Tchéquie                                  | Brésil            | Japon                            |
| Rôle             | 2013                                             | 2016                                      | 2023              | 2025                             |
| ---------------- | ------------------------------------------------ | ----------------------------------------- | ----------------- | -------------------------------- |
| Bonnie Parker    | Dana Hong / Lisa / Ahn Yoo-Jin                   | Dasha / Markéta Procházková               | Eline Porto       | Reika Sakurai / Mitsuki Umino    |
| Clyde Barrow     | Key / Park Hyung-Sik / Eom Ki-Joon / Han Ji-Sang | Václav Noid Bárta / Martin Písařík        | Beto Sargentelli  | Hayato Kakizawa / Hiroshi Yazaki |
| Blanche Barrow   | Juah                                             | Jitka Schneiderová / Barbora Skočdopolová | Adriana Del Claro | Hitomi Arisa                     |
| Buck Barrow      | Lee Jeong-yeol / Kim Min-jong                    | Martin Písařík / Tomáš Vaněk              | Claudio Lins      | Ryōsei Konishi                   |
| Ted Hinton       | Kim Beop-lae / Kim Hyoung-kyun / Park Jin-woo    | David Kraus / Lukáš Kumpricht             | Pedro Navarro     | Kodai Yoshida / Masaki Ota       |
| Le prédicateur   | ?                                                | Bohouš Josef / Kamil Střihavka            | Gui Giannetto     | ?                                |
| Le shérif Schmid | ?                                                | ?                                         | Oscar Fabião      | Shingo Tsurumi                   |
| Emma Parker      | ?                                                | Miroslava Pleštilová / Ilona Svobodová    | Mariana Gallindo  | Hiromu Kiriya                    |

## Production
Bonnie & Clyde marque une nouvelle collaboration entre le compositeur Frank Wildhorn et le parolier Don Black, ces derniers ayant précédemment œuvré ensemble sur Dracula.
La musique contient des éléments de country, blues, bluegrass, gospel et rock ainsi que de la pop dans la pure tradition de Broadway.

## Réception
Les comédies musicales de Frank Wildhorn ont toujours été reçues durement par la presse spécialisée et Bonnie & Clyde ne fait pas exception. Parmi les retours, Entertainment Weekly estime que le show « tire à blanc trop souvent » ; Variety juge le fond « captivant, quoique problématique » ; The Hollywood Reporter déplore un « livret superficiel » ; NY1 affirme que le spectacle cumule « trop de défauts pour époustoufler » ; The Wall Street Journal trouve l'ensemble « fade et insipide ». Les prestations des interprètes sont néanmoins saluées. La distribution et l'équipe, ainsi que de nombreux fans de la production, ont estimé que l'acharnement subi par Wildhorn depuis des années biaisait les critiques.
Le spectacle est aussi un échec public, si bien que le rideau tombe 4 semaines après le lancement ; la mouture proposée à Broadway n'aura comptabilisé que 36 représentations.
En dépit de cet accueil glacial, la comédie musicale est nommée pour deux Tony Awards et quatre Drama Desk Awards.
Malgré son échec initial, Bonnie & Clyde suscite un regain d'intérêt grâce à l'engouement des réseaux sociaux.
En outre, il rencontre un franc succès en Asie. La comédie musicale est notamment un phénomène en Corée du Sud, où le travail de Wildhorn demeure très populaire. Le présence successive des stars de K-pop Key (SHINee), Park Hyung-sik (ZE:A) ou Jang Hyun-seung (BEAST) dans le rôle de Clyde reçoit également l'intérêt du public.
En 2022, le spectacle est de nouveau monté en langue anglaise, cette fois-ci dans le West End. Jeremy Jordan reprend le rôle de Clyde et Frances Mayli McCann est choisie pour incarner Bonnie ; il remporte un vif intérêt auprès des spectateurs ce qui permet l'enregistrement d'une captation et de nombreux revivals. Les WhatsOnStage Awards lui accordent le prix de la Meilleure nouvelle comédie musicale.

## Prix

### Broadway
| Année | Cérémonie          | Catégorie                                   | Nommé(s)                    | Résultat   |
| ----- | ------------------ | ------------------------------------------- | --------------------------- | ---------- |
| 2012  | Tony Award         | Meilleure actrice dans une comédie musicale | Laura Osnes                 | Nomination |
| 2012  | Tony Award         | Meilleure partition originale               | Frank Wildhorn et Don Black | Nomination |
| 2012  | Drama Desk Award   | Meilleure comédie musicale                  | Bonnie & Clyde              | Nomination |
| 2012  | Drama Desk Award   | Meilleure actrice dans une comédie musicale | Melissa van der Schyff      | Nomination |
| 2012  | Drama Desk Award   | Meilleure musique                           | Frank Wildhorn              | Nomination |
| 2012  | Drama Desk Award   | Meilleures paroles                          | Don Black                   | Nomination |
| 2012  | Drama League Award | Performance remarquable                     | Jeremy Jordan               | Nomination |

### West End
| Année | Cérémonie           | Catégorie                                      | Nommé(s)             | Résultat   |
| ----- | ------------------- | ---------------------------------------------- | -------------------- | ---------- |
| 2023  | WhatsOnStage Awards | Meilleur interprète dans une comédie musicale  | Frances Mayli McCann | Nomination |
| 2023  | WhatsOnStage Awards | Meilleur interprète dans une comédie musicale  | Jordan Luke Gage     | Nomination |
| 2023  | WhatsOnStage Awards | Meilleur second rôle dans une comédie musicale | Natalie McQueen      | Nomination |
| 2023  | WhatsOnStage Awards | Meilleure nouvelle comédie musicale            | Bonnie & Clyde       | Lauréat    |